# صبا مدور
صبا ياسر مدور (بالانكليزية:siba madwar)، مذيعة ومقدمة برامج سورية، وباحثة سياسية.مقيمة في لندن ماجستير في دراسات الحرب طالبة دكتوراة

## بيروغرافيا
ولدت صبا في مدينة حمص، حازت على بكالوريوس في الاقتصاد من جامعة حلب عام 2008 وماجستير سنة أولى في إدارة الأعمال 2010 ثم بدأت برسالة عنوانها التطوير التنظيمي في المؤسسات الإعلامية بالتطبيق على شبكة الجزيرة عام 2011 ، إلا أن أحداث الثورة في ذلك العام لم تمكنها من نيل شهادة الماجستير عن العامين بسبب بداية نشاطها السياسي ضد النظام السوري السابق.
بدأت عملها كصحفية في قناة الجزيرة بين عامي 2011 و 2016 ثم مقدمة نشرات أخبار حتى عام 2018 في قناة الجزيرة الإخبارية أيضاً،، انتقلت للعمل كمذيعة ومحاورة في التلفزيون التركي عام 2017.، مع انطلاقة القناة الناطقة بالعربية (TRT عربي) وتعد من الإعلاميين الذين ساهموا في التحضير لانطلاقة القناة في كانون الثاني 2018م. ثم انتقلت في بداية عام 2020 للعمل في التلفزيون العربي في لندن التابع لمؤسسات المفكر عزمي بشارة. كتبت صبا مدور في صحف عربية عدة أبرزها العربي الجديد، جريدة المدن الإلكترونية في بيروت، موقع تلفزيون سوريا، ومنصات أخرى. كما لها مقالات باللغة الإنكليزية في The Dispatch التابع لجامعة أكسفورد، وكذلك في الديلي يورو تايمز Daily EuroTimes في أبوظبي

## وصلات خارجية
- الموقع الرسمي لقناة TRT